# Histioea colombiae
Histioea colombiae là một loài bướm đêm thuộc phân họ Arctiinae, họ Erebidae.